# Видрани (Дунајска Стреда)
Видрани (слч. Vydrany, мађ. Nemeshódos) насељено је мјесто са административним статусом сеоске општине (слч. obec) у округу Дунајска Стреда, у Трнавском крају, Словачка Република.

## Становништво
| Година:    | 1994. | 2004.   | 2014.    | 2024.    |
| ---------- | ----- | ------- | -------- | -------- |
| Број људи: | 1310  | 1422    | 1601     | 1904     |
| Разлика:   |       | +8,54 % | +12,58 % | +18,92 % |

| Година:    | 2023. | 2024.   |
| ---------- | ----- | ------- |
| Број људи: | 1886  | 1904    |
| Разлика:   |       | +0,95 % |

Према подацима о броју становника из 2011. године насеље је имало 1.474 становника.